# Juantxo Villarreal
Juan Villarreal Olazabal, más conocido como Juantxo Villarreal (Rentería, Guipúzcoa, 4 de septiembre de 1947), es un exentrenador español de balonmano.

## Trayectoria
Se inició como jugador en el Ereintza de su localidad natal y militó en varios clubes más de Guipúzcoa y en la Hípica de Zaragoza mientras realizaba el servicio militar, pero dejó la práctica del balonmano tras obtener el título de entrenador nacional con unos 25 años.
En 1975 comenzó a entrenar al Club Deportivo Bidasoa de Irún, club al que dirigió durante 22 temporadas, hasta 1997. Durante estos años, el Bidasoa se consolidó en la División de Honor y terminó por convertirse en uno de los clubes españoles con más éxito tanto a nivel nacional como internacional.
Tras su marcha del Bidasoa, no volvió a entrenar. Su salida coincidió con el ocaso de la época dorada del Bidasoa.

## Palmarés
- Liga ASOBAL: 2 títulos

- 1986-87, 1994-95

- Copa del Rey: 2 títulos

- 1990-91, 1995-96

- Supercopa de España: 1 título

- 1995-96

- Copa ASOBAL: 1 título

- 1992-93

- Copa de Europa: 1 título

- 1994-95

- Recopa de Europa: 1 título

- 1996-97